# 基輔水公園

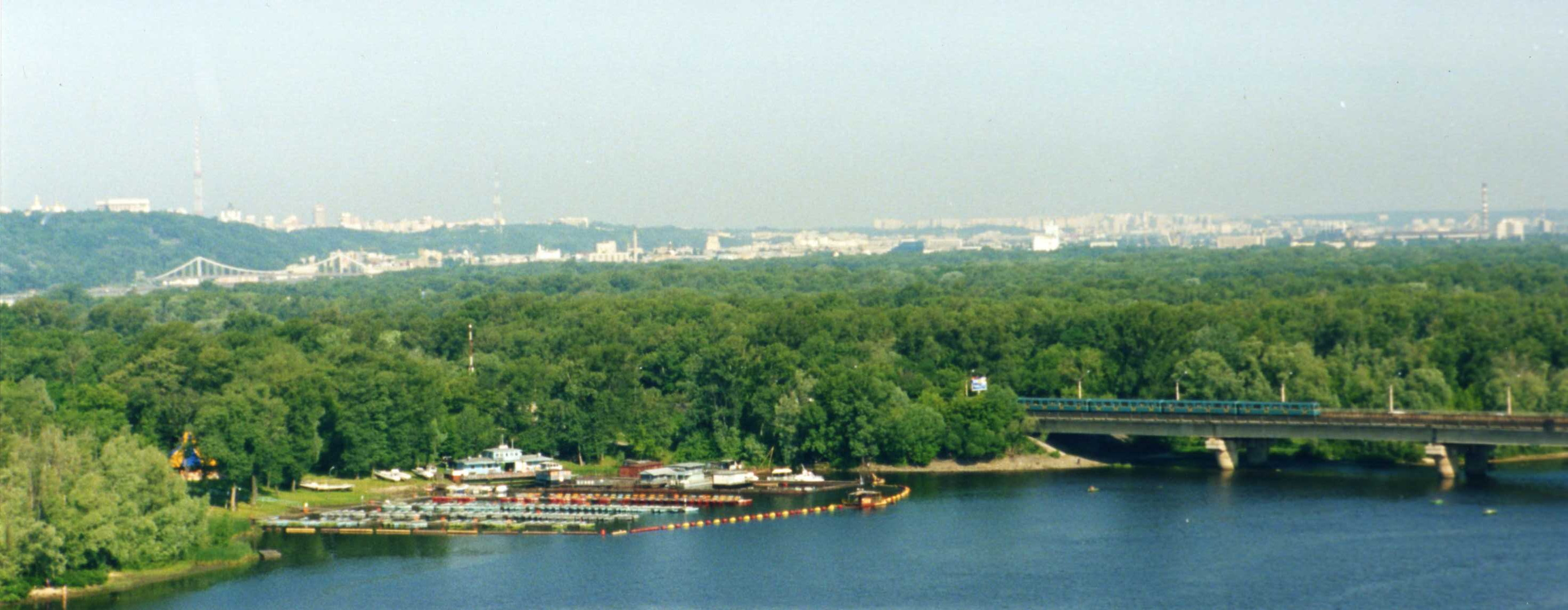

基輔水公園（烏克蘭語：Гідропарк）是烏克蘭首都基輔的一個水上樂園，位於第聶伯河中的水公園島。基輔水公園有沙灘、遊船等水上遊樂設施，位於兩座河中島上，可通過水公園站抵達，是基輔主要的遊樂場所之一。

## 外部連結
- Official website （页面存档备份，存于）
- （英文） Beach in Kiev  - Selection of the best beaches in Kiev （页面存档备份，存于）